# Сан-Рафаэль-Рио-Секо
Сан-Рафаэль-Рио-Секо (исп. San Rafael Río Seco) — посёлок в восточной части Мексики, на территории штата Веракрус. Входит в состав муниципалитета Аматлан-де-лос-Рейес.

## Географическое положение
Сан-Рафаэль-Рио-Секо расположен на востоке центральной части штата, на левом берегу реки Хамалы, на расстоянии приблизительно 68 километров к югу от города Халапа-Энрикеса, административного центра штата. Абсолютная высота — 705 метров над уровнем моря.

## Население
Согласно данным, полученным в ходе проведения официальной переписи 2005 года, в посёлке проживало 1370 человек (639 мужчин и 731 женщина). Насчитывалось 360 домов. По возрастному диапазону население распределилось следующим образом: 38 % — жители младше 18 лет, 51,1 % — между 18 и 59 годами и 10,9 % — в возрасте 60 лет и старше. Уровень грамотности среди жителей старше 15 лет составлял 93,7 %.
По данным переписи 2010 года, численность населения Сан-Рафаэль-Рио-Секо составляла 1468 человек. Динамика численности населения посёлка по годам:
| 2000 | 2005 | 2010 |
| ---- | ---- | ---- |
| 1377 | 1370 | 1468 |